# El número imperfecto
El número imperfecto es el cuarto álbum de estudio del grupo musical de Argentina Catupecu Machu. Fue grabado y publicado en el año 2004.
Es, hasta la fecha, su álbum más vendido, el cual los consolidó en la escena del rock de su país y que los llevó a ganar público en otros países latinoamericanos. Su éxito se debió en buena parte a sus dos primeros cortes de difusión, «Magia veneno» y «A veces vuelvo». También es el álbum del grupo con más presentaciones en vivo en Argentina, América Latina y Estados Unidos.
Este álbum es el último que grabó Gabriel Ruiz Díaz antes del accidente automovilístico en 2006 y su posterior fallecimiento en 2021, también se incorporó al grupo de forma definitiva y estable el tecladista Macabre, quien venía trabajando junto al grupo desde el DVD titulado Eso vive. Además, cuenta con la participación de los siguientes músicos invitados: Leonardo De Cecco (baterista de Attaque 77), Fabián Von Quintiero (músico de Charly García y Los Ratones Paranoicos) y Zeta Bosio (bajista de Soda Stereo). El track número 3, "Muéstrame Los Dientes" por un error de grabación del máster original, se encuentra cortado. Y no se conocen los últimos segundos del mismo.

## Listado de canciones
| N.º | Título                                                           | Escritor(es)                                          | Duración |  |
| 1.  | «Magia veneno»                                                   | Fernando Ruiz Díaz                                    | 3:57     |  |
| 2.  | «Preludio al filo en el umbral»                                  | Catupecu Machu · Fabián Quintiero · Leonardo De Cecco | 3:25     |  |
| 3.  | «Muéstrame los dientes»                                          | Catupecu Machu                                        | 3:18     |  |
| 4.  | «Acaba el fin»                                                   | Fernando Ruiz Díaz                                    | 4:22     |  |
| 5.  | «Plan B: anhelo de satisfacción» (versión original por Massacre) | Massacre                                              | 4:11     |  |
| 6.  | «En los sueños»                                                  | Fernando Ruiz Díaz                                    | 3:43     |  |
| 7.  | «A veces vuelvo»                                                 | Fernando Ruiz Díaz                                    | 4:26     |  |
| 8.  | «Sol infierno»                                                   | Fernando Ruiz Díaz                                    | 4:09     |  |
| 9.  | «Óxido en el aire»                                               | Catupecu Machu                                        | 4:11     |  |
| 10. | «El número imperfecto»                                           | Fernando Ruiz Díaz                                    | 4:23     |  |
| 11. | «Refugio»                                                        | Fernando Ruiz Díaz                                    | 4:04     |  |

## Personal
- Fernando Ruiz Díaz: Voz y guitarra.
- Gabriel Ruiz Díaz: Bajo y guitarra.
- Javier Herrlein: Batería.
- Martín «Macabre» González: Teclado, samplers, y coros.

Músicos invitados
- Leonardo De Cecco: Batería en «Preludio al filo en el umbral»
- Fabián Von Quintiero: Bajo en «Preludio al filo en el umbral»
- Zeta Bosio: Bajo en «Refugio».